# Anja Siegemund
Anja Siegemund (* 1967) ist eine deutsche Historikerin und Direktorin der Stiftung Neue Synagoge Berlin – Centrum Judaicum.

## Leben
Siegemund absolvierte ihr Studium in München, Münster und Jerusalem und wurde promoviert. Sie arbeitete in der KZ-Gedenkstätte Dachau und im Haus der Wannseekonferenz und leitete seit 2009 für sechs Jahre das Leo-Baeck-Institut Jerusalem.
Der Schwerpunkt ihrer Forschungen umfasst den deutschen und zentraleuropäischen Zionismus und dessen Protagonisten, die Geschichte der zentraleuropäischen Migration nach Palästina und Israel sowie die Geschichte der deutschen Juden und Erinnerungskulturen in Deutschland und Israel.

## Veröffentlichungen
- Verständigung in Palästina: deutsche und Prager Zionisten und die „Araberfrage“ (Dissertation 2005)
- Deutsche und zentraleuropäische Juden in Palästina und Israel, Neofelis Verlag 2016 (Mitwirkung und Zusammenstellung des Buches)